# Grabkapelle der Freiherren von Ellrichshausen (Züttlingen)

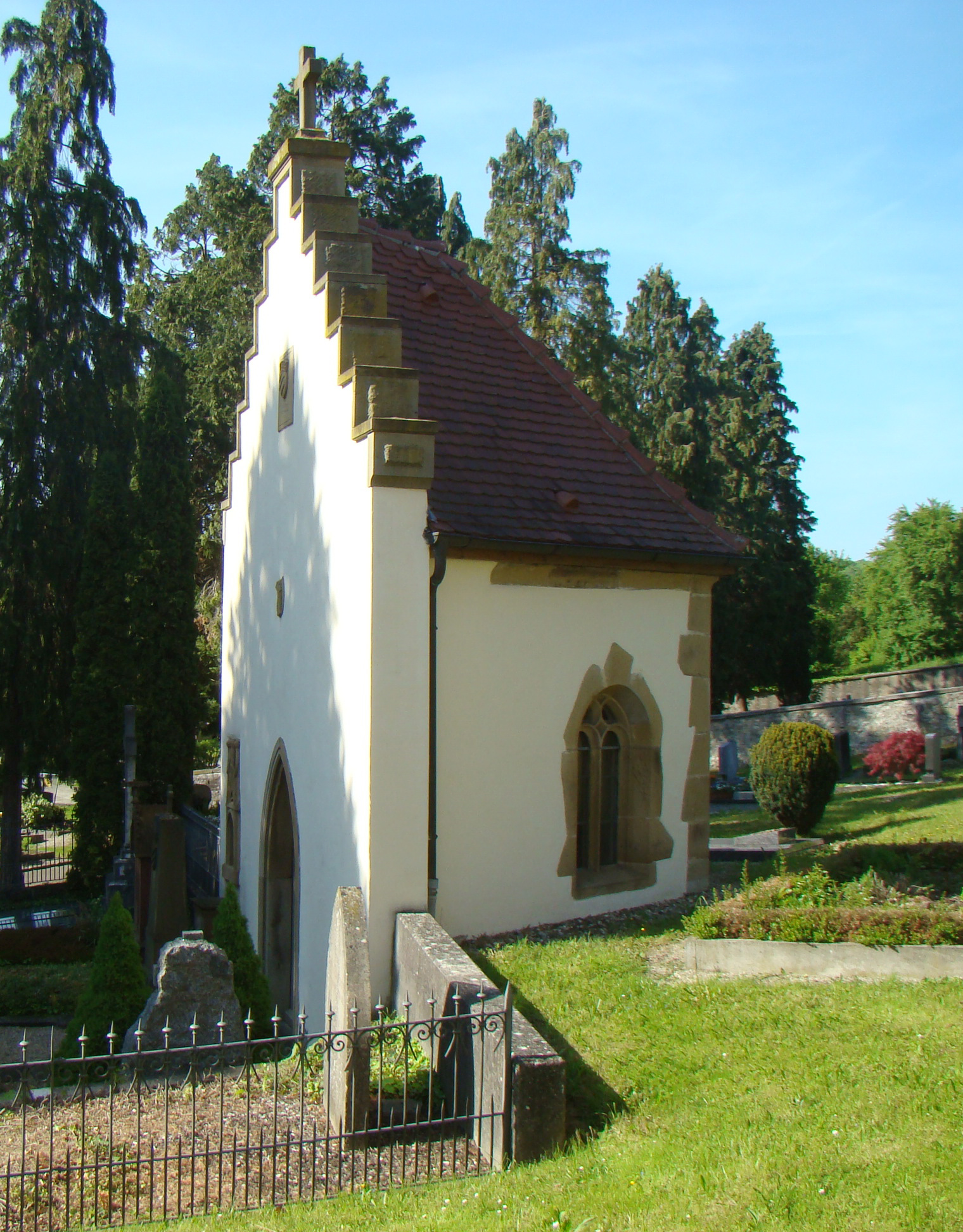
Grabkapelle der Freiherren von Ellrichshausen in Züttlingen

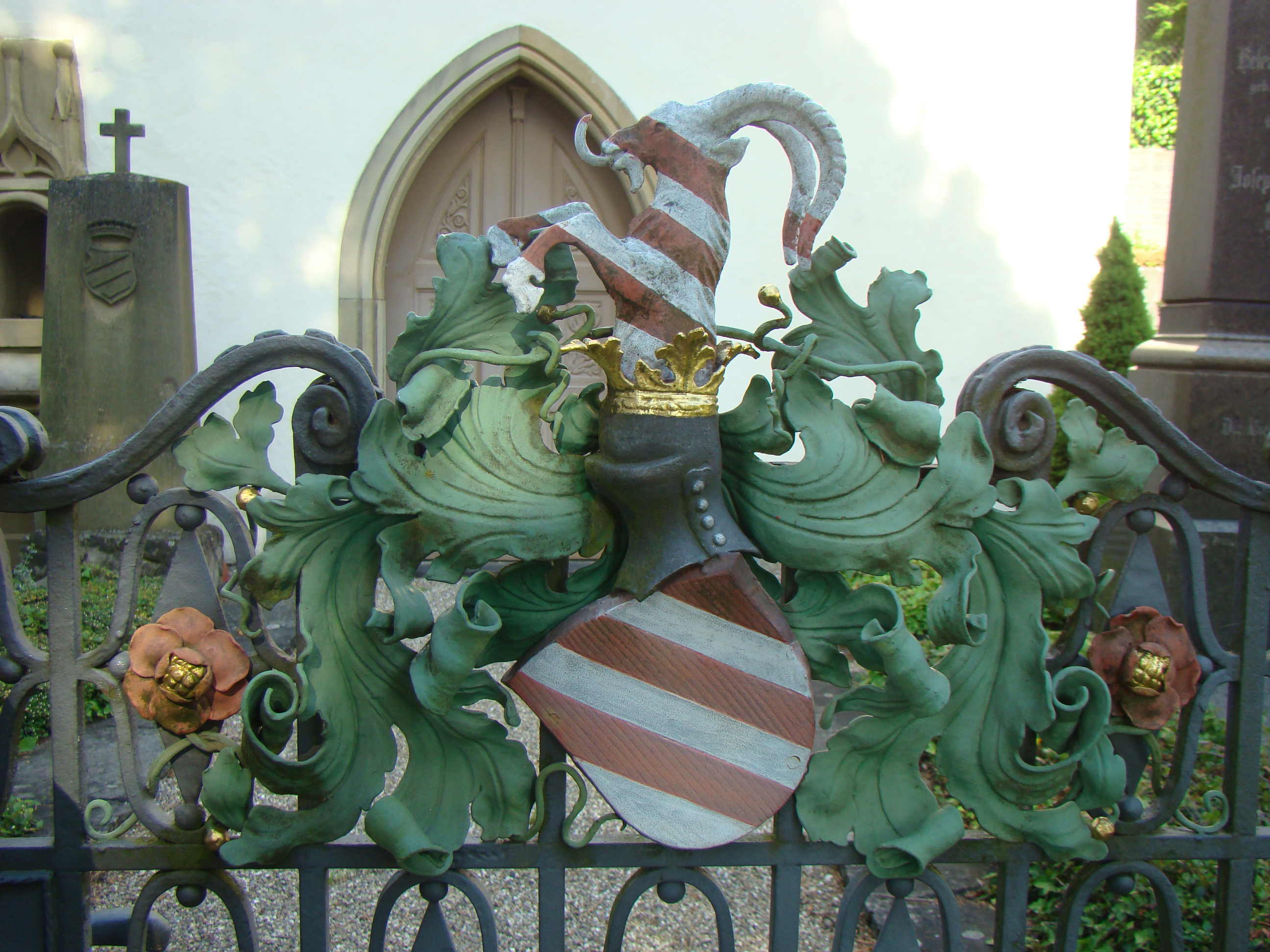
Wappen der Freiherren von Ellrichshausen am Tor zur Grablege

Die Grabkapelle der Freiherren von Ellrichshausen befindet sich auf dem Friedhof von Züttlingen, einem Stadtteil von Möckmühl im Landkreis Heilbronn im nördlichen Baden-Württemberg.

## Geschichte
De Kapelle geht zurück auf die alte, mit der Pfarrei bereits 1325 bezeugte Kirche des Ortes. Im 15. Jahrhundert bestanden sowohl in Züttlingen als auch im benachbarten Assumstadt eigene Pfarreien und Kirchen. Ab der Mitte des 16. Jahrhunderts wurde Züttlingen dann kirchlich von Assumstadt aus versorgt, wo die sonn- und feiertäglichen Gottesdienste stattfanden, während die Züttlinger Kirche nur noch für Taufen, Hochzeiten und Totenfeiern genutzt wurde. 1795 wurde die Kirche in Assumstadt wegen Baufälligkeit abgerissen, danach diente die Kirche in Züttlingen nochmals einige Zeit für Gottesdienste, bis auch sie 1844 wegen Baufälligkeit weitgehend abgerissen wurde. 1856/57 erhielt Züttlingen mit der heutigen evangelischen Kirche ein neues Gotteshaus. Der erhaltene Chor der alten Kirche wurde 1873 von den Freiherren Karl und Joseph von Ellrichshausen renoviert und zur Grabkapelle und Gruft der Familie umgebaut.
Die alte Kirche bestand aus Chor, Turm und Kirchenschiff, wobei sich der Turm zwischen Chor und Schiff befand und das Schiff wohl auch erst später angefügt worden war. Das Kirchenschiff hatte eine Grundfläche von 34 mal 20 Fuß, der quadratische Turm hatte eine Seitenlänge von jeweils 20 Fuß. Ein rundbogiges Turmportal wies die Datierung 1580 auf. Der Turmsockel war von einem spitzbogigen Kreuzgewölbe mit vier Gurtbögen überspannt, im Gewölbe war ein Wappen mit einem Hund, eventuell das der Herren von Berlichingen.
Der polygonal abschließende Chor, dessen Länge und Breite jeweils 10 Fuß (circa drei Meter) betragen, ist in der heutigen Friedhofskapelle erhalten. Als Abschluss wurde an der früher an den Turm anschließenden Westseite eine Wand mit spitzbogigem Tor und Staffelgiebel errichtet, in die ein alter Wappenstein der Herren von Hartheim vermauert wurde. Das Innere der Kapelle ist von einem Kreuzgewölbe überspannt, die alten Chorfenster sind spitzbogige Maßwerkfenster mit Fischblasen.
Im Inneren der Kapelle befinden sich mehrere alte Grabsteine, von denen die ältesten nicht mehr lesbar sind. Noch zu erkennen sind die Grabplatten der Anna Kolbin von Reindorff geb. von Herda († 1668) und des Johann Jakob Kolb von Reindorff († 1670) sowie der Anna Catharina von Hutten. Die Kapelle ist von einer umzäunten Grablege umschlossen ist, deren Tor ein schmuckvolles geschmiedetes Wappen derer von Ellrichshausen zeigt. Innerhalb dieser Grablege, aber auch an anderen Stellen des Züttlinger Friedhofs befinden sich die Grabstellen einstiger Ortsherren bzw. Gutsbesitzer, darunter auch das Grab von Ludwig von Ellrichshausen (1789–1832).